# Agordat
Cet article concerne une ville de l'Érythrée. Pour le district du même nom, voir Akurdet (district).
Agordat (également appelée  Akordat, Ak'ordat ou Akurdet, Ge'ez ኣቆርዳት) est l'ancienne capitale de la province défunte du Barka en Érythrée.

## Histoire
Des fouilles archéologiques menées à Agordat identifient quatre villages d'habitat semi-permanents datant du IIIe millénaire av. J.-C.. Le matériel archéologique identifié se compose de haches, masses, plats, bracelets, poteries, perles, etc. Un rapprochement est envisagé avec la culture nubienne du Groupe C sans pouvoir déterminer la présence du caractère pastoraliste.

## Géographie
La ville est située à l'ouest du pays, sur la rivière Barka. Elle est la capitale du district d'Akurdet, situé dans la région du Gash-Barka.
Agordat était la dernière grande ville le long du chemin de fer érythréen allant de Massaoua à Asmara. La ligne continuait jusqu'à Bishia, son terminus[réf. nécessaire].

## Économie
Important centre commercial, la ville compte une grande mosquée. L'économie locale dépend fortement des commerçants allant d'Asmara à Kassala au Soudan[réf. nécessaire].